# Fallet G
Fallet G är en kriminalroman skriven av Håkan Nesser. Det är den tionde och sista boken i serien om Van Veeteren.

## Utgåvor
- 2003 - Fallet G : kriminalroman ISBN 91-0-010067-6
- 2003 - Fallet G ISBN 91-89469-38-0, ljudbok
- 2004 - Fallet G : kriminalroman ISBN 91-0-010362-4
- 2004 - Tilfellet G (bokmål) ISBN 82-05-32412-3
- 2004 - Sagen G : kriminalroman (danska) ISBN 87-7394-892-6
- 2004 - Sein letzter Fall : Roman (tyska) ISBN 3-442-75080-6
- 2005 - Fallet G : kriminalroman ISBN 91-0-010492-2
- 2005 - Fallet G : kriminalroman ISBN 91-0-010799-9, pocket
- 2005 - Fallet G : kriminalroman ISBN 91-0-010897-9
- 2005 - Tilfellet G (bokmål) ISBN 82-05-33751-9
- 2005 - Tilfellet G (bokmål) ISBN 82-05-33750-0
- 2006 - Sein letzter Fall : Roman (tyska) ISBN 3-442-73477-0 och ISBN 978-3-442-73477-1
- 2006 - Fallet G dvd-video